# Hà Minh Đức
Hà Minh Đức (sinh năm 1935) là nhà giáo, nhà nghiên cứu văn học, văn hóa Việt Nam, được tặng Giải thưởng Hồ Chí Minh về Khoa học Công nghệ năm 2012; Giải thưởng Nhà nước về Văn học nghệ thuật năm 2001; Giải thưởng Nhà nước về Khoa học công nghệ năm 2000. Ông từng là Viện trưởng Viện Văn học Việt Nam giai đoạn 1995-2003.

## Tiểu sử
Hà Minh Đức sinh ngày 3 tháng 5 năm 1935 tại Vĩnh An, Vĩnh Lộc, Thanh Hóa.
Ông tốt nghiệp khoa Ngữ văn Đại học Tổng hợp Hà Nội (nay là Đại học Khoa học xã hội và Nhân văn thuộc Đại học Quốc gia Hà Nội) năm 1957. Từ năm 1957 đến nay ông công tác giảng dạy tại Đại học Khoa học Xã hội và Nhân văn, lần lượt đảm nhiệm các chức vụ Trưởng bộ môn lý luận văn học; Phó chủ nhiệm Khoa Ngữ văn; Chủ nhiệm Khoa Báo chí. Từ 1995 đến tháng 2 năm 2003 ông là Viện trưởng Viện Văn học kiêm Tổng biên tập Tạp chí Văn học. Ông còn giữ các chức vụ như thành viên Ủy ban Giáo dục toàn quốc (từ 1998); Ủy viên Hội đồng lý luận – phê bình văn học nghệ thuật Trung ương (từ tháng 9 năm 2003); Hội viên Hội nhà văn Việt Nam; Hội viên Hội Nhà báo Việt Nam.
Ông có học hàm Giáo sư (1991) và được Nhà nước phong tặng danh hiệu Nhà giáo nhân dân (2000), Nhà giáo ưu tú.

## Sự nghiệp
Bên cạnh sự nghiệp giảng dạy, Hà Minh Đức đã có những đóng góp quan trọng trong lĩnh vực nghiên cứu văn học và báo chí. Ông là tác giả của hơn 100 cuốn sách, bao gồm các công trình nghiên cứu về các nhà văn, nhà thơ tiêu biểu như: Hồ Chí Minh, Tố Hữu, Xuân Diệu, Huy Cận, Nam Cao, Nguyễn Đình Thi... 
Cuộc đời của Giáo sư Hà Minh Đức là một hành trình dài cống hiến cho giáo dục, nghiên cứu và văn hóa Việt Nam. Ông không những là một nhà khoa học xuất sắc, một người thầy tận tụy mà còn là một nhân cách lớn, luôn đặt đạo đức và tri thức lên hàng đầu.
Ông được Nhà nước Việt Nam tặng thưởng: Huân chương Kháng chiến chống Mỹ cứu nước hạng Nhì; Huân chương Lao động hạng Ba; Huân chương Lao động hạng Nhất.
Năm 2000, ông được nhận Giải thưởng Nhà nước về Khoa học công nghệ với cụm công trình về văn học Việt Nam hiện đại và lý luận văn học: Về văn học hiện đại: 1) Nam Cao đời văn và tác phẩm; 2) Khảo luận văn chương; Về lý luận văn học: 3) Thơ và mấy vấn đề trong thơ Việt Nam hiện đại; 4) C. Mác, Ph. ănghen, V.I. Lênin và một số vấn đề lý luận văn nghệ.
Năm 2001, ông được nhận Giải thưởng Nhà nước về Văn học nghệ thuật với các tác phẩm nghiên cứu: Thơ và mấy vấn đề trong thơ Việt Nam hiện đại, Hiện thực cách mạng và sáng tạo thi ca, Đi tìm chân lý nghệ thuật.
Năm 2012, ông được nhận Giải thưởng Hồ Chí Minh về Khoa học Công nghệ (Khoa học xã hội và nhân văn) với cụm công trình: Sự nghiệp văn học, báo chí Hồ Chí Minh và một số vấn đề lý luận, thực tiễn văn hóa, văn nghệ Việt Nam.

## Tác phẩm chính

### Những công trình in riêng
- Nam Cao nhà văn hiện thực xuất sắc (nghiên cứu, 1961)
- Thơ và mấy vấn đề trong thơ Việt Nam hiện đại (chuyên luận, 1974)
- Chủ tịch Hồ Chí Minh – Nhà thơ lớn của dân tộc (1979)
- Nhà văn và tác phẩm (tiểu luận, 1979)
- Thực tiễn cách mạng và sáng tạo thi ca (tiểu luận, 1979)
- C. Mác, Ph. Anghen, V.L. Lênin và một số vấn đề lý luận văn học (nghiên cứu, 1982)
- Nam Cao – đời văn và tác phẩm (1986)
- Thời gian và trang sách (tiểu luận, 1987)
- Nguyễn Bính thi nhân của đồng quê (chuyên luận, 1996)
- Đi tìm chân lý nghệ thuật (tiểu luận, 1998)
- Khảo luận văn chương (chuyên luận, 1999)
- Văn thơ Hồ Chí Minh (nghiên cứu, 2000)
- Hồ Chí Minh – nhà báo (2000)
- Văn chương – tài năng và phong cách (tiểu luận, 2001)
- Một nền văn hoá văn nghệ đậm đà bản sắc dân tộc với nhiều loại hình nghệ thuật phong phú (2005)
- Tự lực văn đoàn – Trào lưu và tác giả (nghiên cứu, 2007)
- Một thế hệ vàng trong thơ Việt Nam hiện đại (2013)
- Tác phẩm Hồ Chí Minh – Cẩm nang của Cách mạng Việt Nam (2014)
- Nguyễn Bính thi sĩ của đồng quê (bộ mới), (chuyên luận và tuyển chọn, 2016)
- Tác phẩm văn nghệ và giá trị bền vững (tiểu luận văn học, 2016)
- Lưu Trọng Lư – Tình đời và mộng đẹp (chuyên luận, 2017)

### Những công trình in chung (chủ biên)
- Lý luận văn học (1992)
- Một thời đại trong thi ca (nghiên cứu, 1996) in chung Huy Cận
- Những vấn đề lý luận và lịch sử văn học (1999)
- Báo chí – những vấn đề lý luận và thực tiễn (1997)
- Nhìn lại văn học Việt Nam thế kỷ XX (2002)
- Bản sắc hiện đại trong các tác phẩm của Vũ Trọng Phụng (2003)

### Những tác phẩm khác
Ngoài những công trình nghiên cứu, ông còn là tác giả của một số tập thơ và hồi ký, bút ký.
- Vị giáo sư và ẩn sĩ đường (bút ký, 1996)
- Đi hết một mùa thu (thơ, 1999)
- Ba lần đến nước Mỹ (bút ký, 2000)
- Tản mạn đầu ô (bút ký, 2000)
- Ở giữa ngày đông (thơ, 2001)
- Những giọt nghĩ trong đêm (thơ, 2002)
- Khoảng trời gió cát bay (thơ, 2003)
- Đi một ngày đàng (bút ký, 2004)
- Ngoài trời còn mưa (bút ký, 2007)
- Người của một thời (2010)
- Nước Nga thu vàng và miên man tuyết trắng (2013)
- Tài năng và danh phận (bút ký, 2014)
- Paris – Hai mùa thu gặp lại (2015)
- Ký ức – Những sắc màu thời gian (2015)
- Ngàn dặm xa trên xứ người (du ký, 2016)
- Lạc lối giữa mùa xuân (thơ, 2016)
- Hà Nội – Gặp gỡ với nụ cười (bút ký, 2016)
- Cõi học và người thầy (bút ký, 2017)
- Tình yêu đầu ngọn gió (bút ký, 2018)
- Vào mùa trăng (thơ, 2018)
- Ở xứ sở hào hoa (triết học, 2019)
- Xứ Thanh – Người và cảnh một thời (2019)
- Đi tìm cái đẹp trong nghệ thuật (hồi ký, 2020)
- Những kỷ niệm về nhà thơ Tố Hữu (hồi ức văn học, 2020)

### Tuyển tập
- Hà Minh Đức – tuyển tập (3 tập 3000 trang, 2004)

## Vinh danh
- Giải thưởng Hồ Chí Minh về Khoa học Công nghệ năm 2012.
- Giải thưởng Nhà nước về Văn học Nghệ thuật năm 2001.
- Giải thưởng Nhà nước về Khoa học Công nghệ năm 2000.
- Nhà giáo Nhân dân (2000)
- Giáo sư (1991)

### Khen thưởng
- Huân chương Lao động hạng Nhất
- Huân chương Lao động hạng Ba
- Huân chương Kháng chiến chống Mỹ cứu nước hạng Nhì

### Giải thưởng văn học
- Giải thưởng của Hội Nhà văn Việt Nam (2009) với tác phẩm Đi tìm chân lý nghệ thuật .
- Giải thưởng Sách hay của Bộ Thông tin và Truyền thông (2011) với tác phẩm Một nền văn hóa nghệ thuật đậm bản sắc dân tộc với nhiều loại hình nghệ thuật phong phú.
- Giải thưởng cuộc thi viết “Học tập và làm việc theo tấm gương đạo đức Hồ Chí Minh" (2015) của Ban Tuyên giáo Trung ương về tác phẩm Hồ Chí Minh anh hùng dân tộc và tầm thời đại của Người.
- Giải thưởng Sách hay Quốc gia lần thứ nhất Bộ Thông tin và Truyền thông (2018) với tác phẩm Hà Nội - Gặp gỡ với nụ cười.[1]